# Craugastor omiltemanus
Craugastor omiltemanus es una especie de anfibio anuro de la familia Craugastoridae.

## Distribución geográfica
Esta especie es endémica de Guerrero, en México. Habita entre los 2200 y 2600 m en la Sierra Madre del Sur.

## Publicación original
- Günther, 1900 : Reptilia and Batrachia, Biologia Centrali-Americana, Taylor, & Francis, London, p. 1-326[6]